# J. D. Sumner
J. D. Sumner (19 de novembro de 1924, Lakeland, Myrtle Beach, Carolina do Sul, EUA - 16 de novembro de 1998) ou J.D. foi um cantor gospel americano conhecido por ter uma das vozes mais graves do mundo, segundo o Livro dos Recordes. Alcançando duas oitavas abaixo da média. Alguns alegam que em uma apresentação ao vivo, junto com o grupo musical Blackwood Brothers, em um concerto ao vivo, J. D. emitiu um E♭0. No entanto, não foi verificado. Seu nome completo é John Daniel Sumner. Considerado por muitos, até hoje, como o melhor cantor baixo de todos os tempos. Devido à sua alta performance de cantar notas graves com qualidade, naturalidade e bom som. E sem falar que naquela época não existia tanto equipamento eletrônico sofisticado como nos dias de hoje para aprimorar a voz. Também ganhou bastante notoriedade nos EUA a partir da década de 1970 por fazer parte do grupo musical de Elvis Presley entre 1971 até 1977, além de ter se tornado um amigo íntimo do rei do rock, a quem lhe atribuiu bastante carinho e admiração.

## Biografia

### Carreira musical
J. D. Sumner nasceu em 19 de novembro de 1924, em Lakeland, Flórida. Ele começou a cantar em um quarteto em sua igreja local quando tinha oito anos de idade.
No início dos anos 1940, Sumner se juntou aos Sunshine Boys, sediados na Geórgia. Este grupo cantou músicas country  e músicas espirituais em filmes e no rádio. Em 1954, Sumner se juntou ao Blackwood Brothers Quartet, baseado em Memphis, depois que os cantores de baixo e barítono do grupo foram mortos em um acidente de avião. Tocando com este grupo até 1965, Sumner estabeleceu uma reputação firme como um cantor de baixo talentoso exclusivo.
J. D. Sumner cantou pela primeira vez no The Sunny South Quartet de 1945 a 1949. O quarteto estava sediado em Tampa, Flórida, e foi patrocinado pela Dixie Lily Flour Company. Em 1949, o gerente do Sunny South, Horace Floyd, mudou o quarteto para Orlando, mas Sumner ficou para trás em Tampa, onde manteve o patrocínio e iniciou um novo grupo, o Dixie Lily Harmoneers, com o qual ele cantou por alguns meses.
Durante sua permanência com os Blackwood Brothers, Sumner e James Blackwood ajudaram a estabelecer e promover a Convenção Nacional de Quartetos, a maior mostra anual e festival de música gospel do sul. Ele e James também fundaram a Gospel Music Association, em 1964.
Enquanto ainda cantava com os Blackwood Brothers em 1962, Sumner assumiu as responsabilidades adicionais de gerenciar o The Stamps Quartet, desenvolvendo-os em um dos principais grupos evangélicos do país.
Em 1965, ele deixou os Blackwood Brothers para se tornar o vocalista e líder dos Stamps.
Depois que Sumner assumiu, o grupo ficou conhecido como JD Sumner e Os Stamps. Seu álbum duplo, Live at Murray State University, lançado em 1974, é considerado uma das maiores gravações gospel. JD dissolveu os Stamps em 1980.

### J. D. Sumner e Elvis Presley
No início de sua carreira gospel, Sumner conheceu um estudante do ensino médio chamado Elvis Presley, que era um grande fã de música gospel e frequentemente assistia a concertos de gospel. Os dois cantores fizeram uma amizade que duraria o resto da vida de Elvis. Quando a mãe de Elvis morreu em 1958, Sumner cantou em seu funeral junto com os Blackwood Brothers.
Elvis gravou várias canções gospel durante sua carreira, e freqüentemente incorporou sons gospel em sua música secular. Ele frequentemente se referia a Sumner como seu cantor gospel favorito. Elvis contratou JD and The Stamps como seu grupo de apoio em tempo integral no final de 1971.
Elvis Presley gravou e excursionou com Os Stamps - assim como o grupo vocal feminino Sweet Inspirations - pelo resto de sua vida. Os selos podem ser ouvidos na maioria dos registros que Presley fez de 1972 a 1977.
JD Sumner pode ser ouvido como o ultradeep “Way On Down” na gravação de “Way Down”, de Elvis, em 1976, que foi o último single lançado por Presley antes de sua morte em 16 de agosto de 1977.
The Stamps cantou no palco com Elvis em seu último show em 26 de junho de 1977, em Indianápolis. Durante os shows, Elvis às vezes pedia que JD repetisse notas baixas que ele gostava especialmente. No palco, Elvis compararia a voz de Sumner a um bombardeiro B-52 - e isso foi um elogio. Ele parecia distinto com seu cabelo grisalho e mão em concha sobre a orelha, como se estivesse recebendo mensagens pessoais do Salvador. De vez em quando, Elvis pedia a ele que repetisse notas baixas.
Sumner cantou no funeral de Presley em agosto de 1977. Um álbum lançado por JD e The Stamps após a morte de Elvis, Favorite Gospel Songs de Elvis, foi indicado ao Grammy em 1978. Sumner também escreveu e gravou um tributo a seu amigo intitulado “Elvis Has Left the Building” em 1977.
Sumner creditou Elvis a salvar sua carreira, seu casamento e sua vida, observando que Presley frequentemente o incentivava a obter ajuda para seu alcoolismo. Sumner acabou acatando o conselho de Elvis, conseguiu a ajuda de que precisava para parar de beber e mudou sua vida para melhor.

### Carreira posterior
Depois de separar os Stamps, Sumner formou um novo grupo gospel chamado Masters V com membros de outros grupos. Masters V foi premiado com um Grammy em 1981 por Melhor Performance Tradicional do Evangelho.
Quando o Masters V se separou em 1988, Sumner juntou os Stamps. Ele então se apresentou com esse grupo pelo resto de sua carreira. The Stamps tocou com vários outros artistas seculares além de Presley, incluindo Tammy Wynette, Ronnie Milsap e Jerry Lee Lewis.
Além de cantar, gerenciar e promover, Sumner encontrou tempo durante sua carreira ocupada para escrever centenas de músicas gospel. Estes incluem “The Old World Church”, “Crossing Chilly Jordan”, “He Means All The World To Me”, “Inside The Gate,” e “Lord, Teach Me How To Pray.”
Sumner morreu de um ataque cardíaco depois de um show em 16 de novembro de 1998 - apenas três dias antes de seu aniversário de 74 anos. Ele foi introduzido no Hall da Fama da Música do Evangelho em 1984. Os Stamps Quartet foram introduzidos no Hall da Fama da Música Gospel em 1998.